# Peter Ballmann
Peter Ballmann (* 13. Juni 1941 in Reichenberg, Reichsgau Sudetenland; † 1. August 2023 in Köln) war ein deutscher Geowissenschaftler und Paläontologe. Sein Forschungsschwerpunkt war die Paläornithologie.

## Leben
Ballmann war der Sohn des Industriechemikers Otto Ballmann und seiner Frau Frieda, geborene Gruber. Nach Schulbesuchen in Unterfranken und Hessen ab 1946 wanderte Ballmann mit seiner Familie im Juni 1951 nach Asunción, Paraguay, aus. Bis November 1953 besuchte er dort das Goethe-Kolleg. Anschließend absolvierte er eine Ausbildung am Colegio Andino in Bogotá, Kolumbien. 1957 kehrte Ballmann nach Deutschland zurück. Nach Besuchen der Oberrealschule und Realschule in Pfarrkirchen und Ingolstadt erhielt er 1961 das Reifezeugnis. Von 1961 bis 1963 studierte er vier Semester Paläontologie an der Ludwig-Maximilians-Universität München. Während des Wintersemesters 1963/1964 studierte er in Berlin an der Freien Universität und im Sommersemester 1964 an der Universität Tübingen. Im Sommersemester 1965 war er im Rahmen seines Studiums am Rijksmuseum van natuurlijke Historie in Leiden tätig. 1966 wurde er mit der Dissertation Die Vögel aus der altburdigalen Spaltenfüllung von Wintershof (West) bei Eichstätt in Bayern unter Leitung von Richard Dehm an der Ludwig-Maximilians-Universität München zum Doktor in Paläontologie promoviert. 1969 wurde eine Kurzfassung dieser Doktorarbeit im Journal Zitteliana veröffentlicht. 1971 war er als Pedologe in der Elfenbeinküste tätig. Hier sammelte er 1972 das Typusexemplar eines Webervogels, der 1974 von Hans Edmund Wolters vom Museum Alexander Koenig als Ballmannweber (Malimbus ballmanni) beschrieben wurde. Von 1973 bis 1974 arbeitete Ballmann auf Costa Rica, von 1981 bis 1984 in Saudi-Arabien und 1985 in Swasiland, dem heutigen Eswatini.
1973 erschien Ballmanns wichtigstes Werk Fossile Vögel aus dem Neogen der Halbinsel Gargano (Italien) in der Journal-Reihe Scripta Geologica. Dies ist der erste ausführliche Bericht über die fossile Avifauna des Neogens auf der italienischen Halbinsel Gargano und umfasst 228 Vogelreste, die aus insgesamt 32 Fundstellen stammen. 1976 wurde der zweite Teil dieser Arbeit veröffentlicht, in dem eine Sammlung von über 300 Vogelknochen aus dem oberen Miozän Garganos beschrieben wird.
Ballmann beschrieb zahlreiche fossile Vogelarten, deren Überreste unter anderen in Wintershof, im Nördlinger Ries und in Gargano entdeckt wurden. Hierzu zählen Taoperdix miocaena, Alectoris bavarica, Garganoaetus freudenthali, Garganoaetus murivoris, Mirolia brevirostrata, Mirolia dubia, Mirolia parvula, Mirolia mascalidris, Mioglareola gregaria, Tyto gigantea, Tyto robusta, Glareola neogena, Butelo pusillus, Miotyto montispetrosi, Alasio collongensis, Intulula brevis, Strix wintershofensis, Bubo perpastus, Veflintornis meini, Columba omnisanctorum (heute ein Synonym von Columba pisana), Apus wetmorei (heute ein Synonym von Apus baranensis), Zygodactylus ignotus, Zygodactylus grivensis, Trachyphonus europeus und Trachyphonus protractus.
Er starb am 1. August 2023 in Köln im Alter von 82 Jahren.

## Privates
Ballmann war eng mit dem russischen Wirbeltierpaläontologen Jewgeni Nikolajewitsch Kurotschkin (1940–2011) befreundet.

## Dedikationsnamen
Nach Peter Ballmann sind folgende Arten benannt: der Ballmannweber (1974, durch Hans Edmund Wolters), Primozygodactylus ballmanni (1998, durch Gerald Mayr),  Bavaripsitta ballmanni (2004, durch Gerald Mayr und Ursula B. Göhlich) und Garganornis ballmanni (2014, durch Hanneke Johanna Maria Meijer).